# Safichem Group
Die Safichem Group mit Sitz in der Schweiz ist die Muttergesellschaft von etwa 20 tschechischen Unternehmen. Dazu gehören u. a. Chemoprojekt, Technoexport, ENERGOCHEM, AQUATIS, IDO HUTNÝ PROJEKT und Victorian Energy.